# 平坦加群
数学において、平坦加群（へいたんかぐん、英: flat module）とは、テンソル積をとる関手 M ⊗ – が完全となる加群 M のことである。
ホモロジー代数学および代数幾何学における基本的な概念のひとつ。ジャン＝ピエール・セールによって導入された。

## 定義
A を環、M を右 A 加群とする。
A 加群からなる任意の短完全系列
{\displaystyle 0\to N_{1}\to N_{2}\to N_{3}\to 0}
に対して、M とのテンソル積をとった系列
{\displaystyle 0\to M\otimes _{A}N_{1}\to M\otimes _{A}N_{2}\to M\otimes _{A}N_{3}\to 0}
が完全になるとき、M は A 上平坦である、または M は平坦 A 加群であるという。
M が左 A 加群のときも同様に定義される。
なお一般の加群 M に対しては、関手 M ⊗A – は右完全ゆえ
{\displaystyle M\otimes _{A}N_{1}\to M\otimes _{A}N_{2}\to M\otimes _{A}N_{3}\to 0}
は完全系列となるが、左端の射が一般には単射にならない。
A 代数 B が平坦であるとは、B が A 加群として平坦であることをいう。

## 性質
- 射影加群は平坦である。特に自由加群も平坦である。
- （推移性） B が平坦 A 代数で、M が平坦 B 加群ならば、M は A 加群としても平坦である。
- （係数拡大） A 加群 M が平坦ならば、任意の A 代数 B に対し、B 加群 M ⊗A B も平坦である。
- AS を環 A の積閉集合 S による局所化とすると、AS は A 上平坦である。
- （局所性）上より、A の任意の素イデアル p に対し、Mp = M ⊗A Ap は平坦な Ap 加群となる。逆に、任意の p に対し Mp が Ap 上平坦ならば、M は A 上平坦である。
- I を A の自明でないイデアルとすると、A/I が AS の形に書ける場合を除き、A 加群 A/I は平坦でない。
- A 加群 M が平坦であることと、任意の A 加群 N に対し TorA
1 (M, N) = 0 となることとは同値である。

## 忠実平坦性
M は平坦な A 加群であるとすると、次に述べる条件は同値である。これらの条件を満たすとき M は忠実平坦な A 加群であるという。
- A の任意の極大イデアル m に対し、M ≠ mM が成り立つ。
- 0 → M ⊗A N1 → M ⊗A N2 → M ⊗A N3 → 0 が完全ならば、0 → N1 → N2 → N3 → 0 も完全である。
- 0 でない任意の A 加群 N に対し、M ⊗A N ≠ 0 が成り立つ。

A 代数 B に関しても同様に忠実平坦性を定義する。この場合は次も同値である。
- A の任意の素イデアル p に対し、A ∩ q = p なる B の素イデアル q が存在する。

## 概型論
スキームの射 ƒ : X → Y が平坦であるとは、X のすべての点 x に対し、局所環の射 OY, ƒ(x) → OX, x が平坦であることをいう。環における平坦性が局所的性質であることから、アフィンスキームの間の射の平坦性は対応する環の射の平坦性と同値である。
平坦かつ全射である射は忠実平坦であるという。これもアフィンスキームにおいては環での定義と一致する。

## 平坦分解と平坦次元
環 R 上の加群 M に対し、各 R-加群 Fi が平坦加群であるような次の完全列
{\displaystyle \cdots \to F_{n+1}\to F_{n}\to \cdots \to F_{1}\to F_{0}\to M\to 0}
を M の平坦分解という。自由分解や射影分解は平坦分解である。すべての i > n に対し Fi = 0 であるような平坦分解を長さ n の平坦分解という。そのような n が存在する場合その最小値を M の平坦次元といい、存在しない場合は平坦次元は ∞ という。平坦次元は fd(M) と書かれる。平坦次元は射影次元を超えない。左 R-加群 M と整数 n ≥ 0 に対して以下は同値。
- fd(M) ≤ n.
- 任意の右 R-加群 X に対して、{\displaystyle \operatorname {Tor} _{n+1}^{R}(X,M)=\{0\}.}
- 任意の i ≥ n + 1 と任意の右 R-加群 X に対して、{\displaystyle \operatorname {Tor} _{i}^{R}(X,M)=\{0\}.}